# Lijst van badplaatsen in Turkije
Hieronder staat een alfabetisch gerangschikte lijst met badplaatsen en stranden in Turkije (Turkse Rivièra).

## A
- Alanya
- Aliefendi
- Altınordu
- Antalya
- Alaçatı

## B
- Beldibi
- Belek
- Bodrum
- Boğazkent

## Ç
- Çeşme

## D
- Dalaman
- Dalyan
- Datça
- Didim

## F
- Fethiye
- Finike

## G
- Göcek

## I
- Içmeler

## K
- Kalkan
- Kaş
- Kemer
- Kuşadası
- Köyceğiz

## M
- Manavgat
- Marmaris

## S
- Side

Australië ·
België ·
Brazilië ·
Egypte ·
Frankrijk ·
Israël ·
Mexico ·
Nederland ·
Portugal ·
Spanje ·
Turkije .
Verenigde Staten